# Famista 64
Famista 64 (ファミスタ64, Famisuta 64) est un jeu vidéo de baseball sorti en 1997 sur Nintendo 64 uniquement au Japon. Le jeu a été développé et édité par Namco.